# Lost Springs, Kansas
Lost Springs là một thành phố thuộc quận Marion, tiểu bang Kansas, Hoa Kỳ. Năm 2010, dân số của xã này là 70 người.

## Dân số
Dân số các năm:
- Năm 2000: 71 người
- Năm 2010: 70 người